# Nadine Ernsting-Krienke
Nadine Ernsting-Krienke (Telgte, 5. veljače 1974.) je njemačka hokejašica na travi. Igra na položaju napadačice.

Jedna je od najtrofejnijih njemačkih hokejašica svih vremena.
Bila je sudionicom četiriju uzastopnih Olimpijskih igara, OI 1992., OI 1996., OI 2000. i OI 2004. Na OI u Barceloni je osvojila srebrno, a u Ateni, zlatno odličje.

## Sudjelovanja na velikim natjecanjima
- 1990. – svjetsko prvenstvo u Sydneyu, 8. mjesto
- 1991. – Trofej prvakinja u Berlinu, srebrno odličje
- 1991. – europsko prvenstvo u Bruxelles, srebrno odličje
- 1992. – olimpijske igre u Barceloni, srebrno odličje
- 1993. – Trofej prvakinja u Amstelveenu, brončano odličje
- 1994. – svjetsko prvenstvo u Dublinu, 4. mjesto
- 1995. – europsko prvenstvo u Amstelveenu, brončano odličje
- 1995. – Trofej prvakinja u Mar del Plati, 4. mjesto
- 1995. – izlučna natjecanja za OI 1995. u Kaapstadu, 3. mjesto
- 1996. – olimpijske igre u Atlanti, 6. mjesto
- 1997. – Trofej prvakinja u Berlinu, srebrno odličje
- 1998. – dvoransko europsko prvenstvo u Orenseu, zlatno odličje
- 1998. – svjetsko prvenstvo u Utrechtu, brončano odličje
- 1999. – Trofej prvakinja u Brisbaneu,  brončano odličje
- 1999. – europsko prvenstvo u Kölnu, srebrno odličje
- 2000. – izlučna natjecanja za OI 2000. u Milton Keynesu, 3. mjesto
- 2000. – Trofej prvakinja u Amstelveenu,  srebrno odličje
- 2000. – olimpijske igre u Sydneyu, 7. mjesto
- 2002. – dvoransko europsko prvenstvo u Les Ponts de Ceu, zlatno odličje
- 2002. – svjetsko prvenstvo u Perthu, 7. mjesto
- 2003. – dvoransko svjetsko prvenstvo u Leipzigu, zlatno odličje
- 2003. – Champions Challenge u Cataniji, zlatno odličje
- 2003. – europsko prvenstvo u Barceloni, brončano odličje
- 2004. – izlučna natjecanja za OI 2004. u Aucklandu, 4. mjesto
- 2004. – olimpijske igre u Ateni, zlatno odličje
- 2004. – Trofej prvakinja u Rosariu,  srebrno odličje
- 2005. – Trofej prvakinja u Canberri,  5. mjesto
- 2006. – Trofej prvakinja u Amstelveenu,  zlatno odličje
- 2006. – svjetsko prvenstvo u Madridu, 8. mjesto
- 2007. – Trofej prvakinja u Quilmesu,  brončano odličje

## Vanjske poveznice
- Hockey Olimpica  Arhivirana inačica izvorne stranice od 1. rujna 2010. (Wayback Machine) Podatci